# Condado de Jasper (Carolina do Sul)
O Condado de Jasper é um dos 46 condados do Estado americano da Carolina do Sul. A sede do condado é Ridgeland, que é também a sua maior cidade. O condado possui uma área de 1812 km² (dos quais 113 km² estão cobertos por água), uma população de 20 678 habitantes, e uma densidade populacional de 12 hab/km² (segundo o censo nacional de 2000). O condado foi fundado em 1912.